# 變臉 この櫂に手をそえて
『變臉 この櫂に手をそえて』（へんめん このかいにてをそえて、原題: 變臉）は、1996年製作の中国映画。監督は呉天明。
邦題では「へんめん」と題されているが臉の字の正式な読みは「れん」である。

## あらすじ
「変面王」と呼ばれる大道芸人の王（ワン）は、川劇の変面（仮面の早変わり術）の名人である。子供のいないワンは、一子相伝の芸を伝えるべき後継者を求め、違法な幼児売買で男の子を買い、狗娃（クウワー）と名付けて溺愛する。しかし間もなく、クウワーが実は性別を偽って売られた女の子であることを知ってしまう。伝統的に芸は男にしか伝えられないものとされており、怒ったワンはクウワーを追い出そうとするが、他に行くところのないクウワーは必死にワンに食い下がり、なんとか召使いとして置いてもらうことになる。
ある時ろうそくの側でワンの面を眺めていたクウワーは、誤ってワンの住まいである船を火事にしてしまう。罪の意識からワンの元を逃げ出したクウワーは、せめてもの償いのつもりで幼い男の子を密かにワンの元に連れてくる。しかし、そのせいでワンは誘拐犯の罪を着せられて逮捕され、死刑を宣告される。
クウワーはワンの友人で｢今観音（生き仏）｣と呼ばれる有名な京劇俳優のリャンに助けを求め、その客である軍の要人の前でワンのために命を捨てようとする。クウワーの覚悟を見て、初めは警察に口出しすることを渋っていた要人も重い腰を上げ、その助力の甲斐あってついにワンは釈放された。
クウワーの自分を慕う気持ちに心を打たれたワンは彼女に芸を伝えることを決め、二人は仲よく旅を続けてゆく。

## 出演
- 変面王の王（ワン）：チュウ・シュイ（朱旭）
- 狗娃（クーワー）：チョウ・レンイン（周任瑩）
- 梁素蘭（リャン）：チャオ・チーカン（趙志剛）
- 天賜（ティエンシー）：チャン・ルイヤン（張瑞陽）
- 文小姐：チェン・リー（陳莉）

## スタッフ
- 監督・製作：ウー・ティエンミン（呉天明）
- エグゼクティブプロデューサー：モナ・フォン（方逸華）、韓培珠
- 原作：チェン・ウェングイ（陳文貴）
- 脚本：ウェイ・ミンルン（魏明倫）
- 撮影：ムー・トウユアン（穆徳遠）
- 音楽：チャオ・チーピン（趙季平）
- 美術：ウー・シュージン（呉緒経）

## 評価
映画は世界で多くの映画賞を受賞した。1999年のアメリカに限っても、100万USドルの利益を生じた。

### ノミネートと受賞
- 華表奨、1995年
  - Outstanding Co-Production Film
- 金鶏奨、1996年
  - Best Co-Produced Film
  - Best Director — 呉天明
- Frankfurt Children and Young People's Film Festival、1996年
  - Lucas, Children's Section
- 東京国際映画祭、1996年
  - 主演俳優賞 — 朱旭
  - 監督賞 — 呉天明
- キャンベラ国際映画祭、1997年
  - Audience Award
- カルーゼル国際映画（ケベック）、1997年
  - Camério for Best Actor — 朱旭
  - Camério for Best Actress — 周任瑩
  - Camério for Best Film
- イスタンブール国際映画祭、1997年
  - C.I.C.A.E. Award
  - Golden Tulip
- シンガポール国際映画祭、1997年
  - Silver Screen Award for Best Asian Director — 呉天明
- ファジュル映画祭（テヘラン）、1998年
  - Crystal Simorgh for Best Actor — 朱旭
- ヴュルツブルク国際映画祭、1999年
  - Children's Film Award
- サテライト賞、2000年
  - 外国語映画賞 (ノミネート)